# 황성연
황성연은 대한민국의 텔레비전 드라마 작가이다.

## 집필 작품

### 텔레비전 드라마
| 연도 | 제목                                                 | 방송사 | 유형          | 연출   | 비고              |
| ---- | ---------------------------------------------------- | ------ | ------------- | ------ | ----------------- |
| 2005 | 온리 유                                              | SBS    | 주말 특별기획 | 최문석 |                   |
| 2005 | 베스트극장 - 어느 멋진 날                            | MBC    | 단막          | 김진만 |                   |
| 2004 | 구미호외전                                           | KBS2   | 월화          | 김형일 | 이경미와 공동집필 |
| 2004 | 발리에서 생긴 일                                     | SBS    | 주말 특별기획 | 최문석 | 김기호와 공동집필 |
| 2002 | 사랑을 예약하세요                                    | MBC    | 일요아침      | 권석장 | 작가 다수         |
| 2002 | 베스트극장 - 악의 꽃                                 | MBC    | 단막          | 최원석 |                   |
| 2002 | 베스트극장 - 열정의 방식                             | KBS2   | 단막          | 김형일 |                   |
| 2002 | 베스트극장 - 연인들의 점심식사                       | MBC    | 단막          | 김진만 |                   |
| 2002 | 베스트극장 - 이화열전                                | MBC    | 단막          | 이정표 |                   |
| 2001 | 소풍                                                 | MBC    | 특집          | 조중현 |                   |
| 2000 | 베스트극장 - 아내, 정부 그리고 킬러                  | MBC    | 단막          | 권석장 |                   |
| 2000 | 베스트극장 - 엘리베이터에 낀 그 남자는 어떻게 되었나 | MBC    | 단막          | 한희   |                   |
| 1999 | 베스트극장 - 너를 보면 나는 잠이 와                  | MBC    | 단막          | 한희   |                   |
| 1999 | 전설의 고향 - 제1화 신조                             | KBS2   | 월화          | 전기상 |                   |
| 1998 | 전설의 고향 - 제12화 접포                            | KBS2   | 월화          | 전기상 |                   |

## 수상 경력
- 1995년 KBS 라디오 문학상 우수상

## 같이 보기
- 황성연의 텔레비전 드라마 각본 목록